# Купчик, Исаак Юльевич
Исаак Юльевич Купчик (1900—1937) — сотрудник органов охраны правопорядка и государственной безопасности, майор государственной безопасности (1936).

## Биография
Родился в семье мелкого торговца. Окончил 8 классов гимназии в Бахмуте. Работал конторщиком на заводе по производству гвоздей. Во время немецкой оккупации воевал в партизанском отряде. Член РКП(б) с 1919 года, работал в Донецком губернском исполнительном комитете, в 1919—1923 годах служил в Красной Армии (рядовой, командир взвода, политработник ветеринарного управления Киевского и Харьковского, Вооружённых сил Украины и Крыма).
С 1923 года в органах ГПУ, служил в Особом отделе Украинского военного округа (уполномоченный, начальник отделения). В 1929 года начальник 22-го Волочисского погранотряда ОГПУ, затем в центральном аппарате ГПУ УССР, начальник Экономического отдела (ЭКО) Донецкого оперативного сектора, помощник начальника ЭКО ГПУ УССР. С ноября 1932 года — начальник Молдавского областного отдела и 25-го погранотряда ОГПУ, с сентября 1933 года — заместитель начальника Харьковского областного отдела ГПУ/УНКВД Харьковской области. С сентября 1934 года в резерве по болезни. С 1935 года — заместитель начальника Управления рабоче-крестьянской милиции НКВД УССР. С декабря 1936 года начальник Особого отдела УГБ НКВД УССР и Особого отдела Киевского военного округа.
Арестован в Киеве 7 августа 1937 года. Расстрелян через месяц в особом порядке 7 сентября 1937 года в Киеве. Вместе с ним были расстреляны начальник транспортного отдела УГБ НКВД УССР, майор государственной безопасности Я. В. Письменный, начальник республиканского уголовного розыска, майор милиции А. Я. Аузен и ряд других ответственных сотрудников НКВД УССР, а также директор Киевской киностудии С. Л. Орелович. Посмертно реабилитирован.

### Звания
- капитан государственной безопасности;
- старший майор милиции (11 июля 1936);
- майор государственной безопасности (1936).

### Награды
- знак «Почётный работник ВЧК-ГПУ».